# قهرمانی ورزش‌های آبی جهان فینا
قهرمانی جهان فینا یا قهرمانی ورزش‌های آبی جهان رویداد قهرمانی جهان برای ورزش‌های آبی می‌باشد: شنا، شیرجه، شیرجه بلند، شنا در آب‌های آزاد، شنای موزون، و واترپلو، که توسط فینا سازماندهی و اداره می‌شود، و تمام رویدادهای شنا در استخر مسافت بلند (۵۰ متر) به انجام می‌رسد.
دورهٔ نخست این رویداد ۱۹۷۳ در بلگراد، یوگسلاوی برگزار گردید و اکنون نیز هر دو سال یک بار برگزار می‌شود. از ۱۹۷۸ تا ۱۹۹۸، قهرمانی جهان هر چهار سال یک بار برگزار می‌شد، با فاصله‌ای برابر بین بازی‌های المپیک تابستانی. از سال ۲۰۰۱، رقابت‌ها هر دو سال یک بار و در سال‌های فرد به انجام می‌رسد.
ورزشکارانی از تمام ۲۰۹ عضو فینا می‌توانند در این رقابت‌ها شرکت کنند. در رقابت‌های قهرمانی جهان ۲۰۱۹، رکورد اعضای شرکت‌کننده در یک دوره با شرکت ۱۹۲ کشور، و ورزشکاران شرکت‌کننده در یک دوره با حضور ۲٬۶۲۳ ورزشکار شکسته شد.

## تاریخچه
| سال  | تاریخ                   | رقابت‌ها        | میزبان               | # ورزشکاران | # رویدادها                |
| ---- | ----------------------- | -------------- | -------------------- | ----------- | ------------------------- |
| ۱۹۷۳ | ۳۱ اوت تا ۹ سپتامبر     | نخستین دوره    | بلگراد، یوگسلاوی     | ۶۸۶         | ۱۸ (م)، ۱۹ (ز)            |
| ۱۹۷۵ | ۱۹ ژوئیه تا ۲۷ ژوئیه    | دومین دوره     | کالی، کلمبیا         | ۶۸۲         | ۱۸ (م)، ۱۹ (ز)            |
| ۱۹۷۸ | ۲۰ اوت تا ۲۸ اوت        | سومین دوره     | برلین، آلمان غربی    | ۸۲۸         | ۱۸ (م)، ۱۹ (ز)            |
| ۱۹۸۲ | ۲۹ ژوئیه تا ۸ اوت       | چهارمین دوره   | گوایاکیول، اکوادور   | ۸۴۸         | ۱۸ (م)، ۱۹ (ز)            |
| ۱۹۸۶ | ۱۳ اوت تا ۲۳ اوت        | پنجمین دوره    | مادرید، اسپانیا      | ۱۱۱۹        | ۱۹ (م)، ۲۲ (ز)            |
| ۱۹۹۱ | ۳ ژانویه تا ۱۳ ژانویه   | ششمین دوره     | پرت، استرالیا        | ۱۱۴۲        | ۲۱ (م)، ۲۴ (ز)            |
| ۱۹۹۴ | ۱ سپتامبر تا ۱۱ سپتامبر | هفتمین دوره    | رم، ایتالیا          | ۱۴۰۰        | ۲۱ (م)، ۲۴ (ز)            |
| ۱۹۹۸ | ۸ ژانویه تا ۱۷ ژانویه   | هشتمین دوره    | پرت، استرالیا (۲)    | ۱۳۷۱        | ۲۶ (م)، ۲۹ (ز)            |
| ۲۰۰۱ | ۱۶ ژوئیه تا ۲۹ ژوئیه    | نهمین دوره     | فوکوئوکا، ژاپن       | ۱۴۹۸        | ۲۹ (م)، ۳۲ (ز)            |
| ۲۰۰۳ | ۱۲ ژوئیه تا ۲۷ ژوئیه    | دهمین دوره     | بارسلونا، اسپانیا    | ۲۰۱۵        | ۲۹ (م)، ۳۳ (ز)            |
| ۲۰۰۵ | ۱۶ ژوئیه تا ۳۱ ژوئیه    | یازدهمین دوره  | مونترآل، کانادا      | ۱۷۸۴        | ۲۹ (م)، ۳۳ (ز)            |
| ۲۰۰۷ | ۱۸ مارس تا ۱ آوریل      | دوازدهمین دوره | ملبورن، استرالیا     | ۲۱۵۸        | ۲۹ (م)، ۳۶ (ز)            |
| ۲۰۰۹ | ۱۷ ژوئیه تا ۲ اوت       | سیزدهمین دوره  | رم، ایتالیا(۲)       | ۲۵۵۶        | ۲۹ (م)، ۳۶ (ز)            |
| ۲۰۱۱ | ۱۶ ژوئیه تا ۳۱ ژوئیه    | چهاردهمین دوره | شانگهای، چین         | ۲۲۲۰        | ۲۹ (م)، ۳۶ (ز)            |
| ۲۰۱۳ | ۲۰ ژوئیه تا ۴ اوت       | پانزدهمین دوره | بارسلون، اسپانیا (۲) | ۲۲۹۳        | ۳۰ (م)، ۳۷ (ز)، ۱ (مختلط) |
| ۲۰۱۵ | ۱۲ ژوئیه تا ۲۸ ژوئیه    | شانزدهمین دوره | قازان، روسیه         | ۲۴۰۰        | ۳۰ (م)، ۳۸ (ز)، ۸ (مختلط) |
| ۲۰۱۷ | ۱۴ ژوئیه ۳۰ ژوئیه       | هفدهمین دوره   | بوداپست، مجارستان    | ۲۳۶۰        | ۳۰ (م)، ۳۸ (ز)، ۸ (مختلط) |
| ۲۰۱۹ | ۱۲ ژوئیه تا ۲۸ ژوئیه    | هجدهمین دوره   | گوانگجو، کره جنوبی   | ۲۶۲۳        | ۳۰ (م)، ۳۸ (ز)، ۸ (مختلط) |

## جدول مدال تمام-ادوار
به‌روز رسانی شده پس از رقابت‌های قهرمانی جهان ۲۰۱۹
| رتبه            | کشور                             | طلا  | نقره | برنز | مجموع |
| --------------- | -------------------------------- | ---- | ---- | ---- | ----- |
| ۱               | ایالات متحده آمریکا              | ۲۶۸  | ۲۰۴  | ۱۵۰  | ۶۲۲   |
| ۲               | چین                              | ۱۴۶  | ۱۰۶  | ۷۴   | ۳۲۶   |
| ۳               | روسیه                            | ۱۰۵  | ۷۳   | ۶۲   | ۲۴۰   |
| ۴               | استرالیا                         | ۸۹   | ۹۷   | ۷۵   | ۲۶۱   |
| ۵               | آلمان شرقی                       | ۵۱   | ۴۴   | ۲۷   | ۱۲۲   |
| ۶               | مجارستان                         | ۳۸   | ۲۹   | ۳۰   | ۹۷    |
| ۷               | ایتالیا                          | ۳۷   | ۳۸   | ۵۸   | ۱۳۳   |
| ۸               | آلمان                            | ۳۵   | ۵۷   | ۶۴   | ۱۵۶   |
| ۹               | بریتانیای کبیر                   | ۲۹   | ۲۳   | ۴۵   | ۹۷    |
| ۱۰              | فرانسه                           | ۲۶   | ۲۶   | ۲۷   | ۷۹    |
| ۱۱              | کانادا                           | ۲۳   | ۴۴   | ۵۵   | ۱۲۲   |
| ۱۲              | هلند                             | ۱۷   | ۳۵   | ۲۹   | ۸۱    |
| ۱۳              | اتحاد جماهیر شوروی               | ۱۶   | ۲۸   | ۲۸   | ۷۲    |
| ۱۴              | سوئد                             | ۱۵   | ۱۸   | ۱۷   | ۵۰    |
| ۱۵              | برزیل                            | ۱۵   | ۱۴   | ۱۵   | ۴۴    |
| ۱۶              | ژاپن                             | ۱۲   | ۳۹   | ۶۹   | ۱۲۰   |
| ۱۷              | آفریقای جنوبی                    | ۱۲   | ۶    | ۱۵   | ۳۳    |
| ۱۸              | اوکراین                          | ۱۰   | ۱۱   | ۲۵   | ۴۶    |
| ۱۹              | اسپانیا                          | ۹    | ۳۵   | ۲۶   | ۷۰    |
| ۲۰              | آلمان غربی                       | ۸    | ۷    | ۱۲   | ۲۷    |
| ۲۱              | لهستان                           | ۶    | ۹    | ۸    | ۲۳    |
| ۲۲              | دانمارک                          | ۴    | ۸    | ۸    | ۲۰    |
| ۲۳              | یونان                            | ۴    | ۵    | ۵    | ۱۴    |
| ۲۴              | زیمبابوه                         | ۴    | ۵    | ۰    | ۹     |
| ۲۵              | صربستان                          | ۴    | ۲    | ۱    | ۷     |
| ۲۶              | فنلاند                           | ۳    | ۲    | ۲    | ۷     |
| ۲۷              | کرواسی                           | ۲    | ۳    | ۴    | ۹     |
| ۲۸              | تونس                             | ۲    | ۲    | ۴    | ۸     |
| ۲۹              | رومانی                           | ۲    | ۱    | ۷    | ۱۰    |
| ۳۰              | یوگسلاوی                         | ۲    | ۱    | ۳    | ۶     |
| ۳۰              | بلاروس                           | ۲    | ۱    | ۳    | ۶     |
| ۳۲              | کرهٔ جنوبی                        | ۲    | ۰    | ۲    | ۴     |
| ۳۳              | مکزیک                            | ۱    | ۸    | ۱۳   | ۲۲    |
| ۳۴              | سوئیس                            | ۱    | ۵    | ۱    | ۷     |
| ۳۵              | لیتوانی                          | ۱    | ۲    | ۲    | ۵     |
| ۳۶              | نروژ                             | ۱    | ۲    | ۱    | ۴     |
| ۳۷              | بلغارستان                        | ۱    | ۱    | ۴    | ۶     |
| ۳۷              | مالزی                            | ۱    | ۱    | ۴    | ۶     |
| ۳۹              | یوگسلاوی / · صربستان و مونته‌نگرو | ۱    | ۱    | ۲    | ۴     |
| ۳۹              | بلژیک                            | ۱    | ۱    | ۲    | ۴     |
| ۳۹              | کاستاریکا                        | ۱    | ۱    | ۲    | ۴     |
| ۳۹              | کرهٔ شمالی                        | ۱    | ۱    | ۲    | ۴     |
| ۴۳              | سورینام                          | ۱    | ۰    | ۰    | ۱     |
| ۴۳              | کلمبیا                           | ۱    | ۰    | ۰    | ۱     |
| ۴۵              | نیوزیلند                         | ۰    | ۵    | ۶    | ۱۱    |
| ۴۶              | اتریش                            | ۰    | ۳    | ۳    | ۶     |
| ۴۷              | اسلواکی                          | ۰    | ۳    | ۲    | ۵     |
| ۴۸              | چک                               | ۰    | ۳    | ۰    | ۳     |
| ۴۹              | چکسلواکی                         | ۰    | ۱    | ۱    | ۲     |
| ۴۹              | ایسلند                           | ۰    | ۱    | ۱    | ۲     |
| ۴۹              | جامائیکا                         | ۰    | ۱    | ۱    | ۲     |
| ۴۹              | کوبا                             | ۰    | ۱    | ۱    | ۲     |
| ۵۳              | اکوادور                          | ۰    | ۱    | ۰    | ۱     |
| ۵۳              | مونته‌نگرو                        | ۰    | ۱    | ۰    | ۱     |
| ۵۵              | مصر                              | ۰    | ۰    | ۳    | ۳     |
| ۵۶              | آرژانتین                         | ۰    | ۰    | ۲    | ۲     |
| ۵۶              | سنگاپور                          | ۰    | ۰    | ۲    | ۲     |
| ۵۸              | ترینیداد و توباگو                | ۰    | ۰    | ۱    | ۱     |
| ۵۸              | ونزوئلا                          | ۰    | ۰    | ۱    | ۱     |
| ۵۸              | پورتوریکو                        | ۰    | ۰    | ۱    | ۱     |
| مجموع (۶۰ کشور) | مجموع (۶۰ کشور)                  | ۱۰۱۰ | ۱۰۱۶ | ۱۰۰۸ | ۳۰۳۴  |

- رکورد(*)  ایالات متحده آمریکا:

(۲۳ مدال طلا، ۴۴ مدال مجموع، سال ۱۹۷۸ میلادی)

## مدال‌آوران چندباره
نوشته‌های با ظاهر برجسته نشان‌دهندهٔ ورزشکاران فعال و بیشترین مدال در هر بخش است.
| رتبه | ورزشکار             | کشور                | جنسیت | رشته       | از   | تا   | طلا | نقره | برنز | مجموع |
| ---- | ------------------- | ------------------- | ----- | ---------- | ---- | ---- | --- | ---- | ---- | ----- |
| 1    | مایکل فلپس          | ایالات متحده آمریکا | م     | شنا        | ۲۰۰۱ | ۲۰۱۱ | ۲۶  | ۶    | ۱    | ۳۳    |
| ۲    | اسوتلانا روماشینا   | روسیه               | ز     | شنای موزون | ۲۰۰۵ | ۲۰۱۹ | ۲۱  | –    | –    | ۲۱    |
| ۳    | ناتالیا ایشچنکو     | روسیه               | ز     | شنای موزون | ۲۰۰۵ | ۲۰۱۵ | ۱۹  | ۲    | –    | ۲۱    |
| ۴    | رایان لاکتی         | ایالات متحده آمریکا | م     | شنا        | ۲۰۰۵ | ۲۰۱۵ | ۱۸  | ۵    | ۴    | ۲۷    |
| ۵    | اسوتلانا کولسنیچنکو | روسیه               | ز     | شنای موزون | ۲۰۱۱ | ۲۰۱۹ | ۱۶  | –    | –    | ۱۶    |
| ۶    | کیتی لدکی           | ایالات متحده آمریکا | ز     | شنا        | ۲۰۱۳ | ۲۰۱۹ | ۱۵  | ۳    | –    | ۱۸    |
| ۷    | آلا شیشکینا         | روسیه               | ز     | شنای موزون | ۲۰۰۹ | ۲۰۱۹ | ۱۴  | –    | –    | ۱۴    |
| ۸    | کائلب درسل          | ایالات متحده آمریکا | م     | شنا        | ۲۰۱۷ | ۲۰۱۹ | ۱۳  | ۲    | –    | ۱۵    |
| ۹    | آناستازیا داویدووا  | روسیه               | ز     | شنای موزون | ۲۰۰۱ | ۲۰۱۱ | ۱۳  | ۱    | –    | ۱۴    |
| ۱۰   | الکساندرا پاتسکویچ  | روسیه               | ز     | شنای موزون | ۲۰۰۹ | ۲۰۱۷ | ۱۳  | –    | –    | ۱۳    |

## رشته‌ها
- مسابقات شنای موزون فقط در بخش زنان برگزار می‌شود ولی سایر مسابقات در دو بخش زنان و مردان برگزار می‌شود.

### شیرجه
- یک متر پرشی
- سه متر پرشی
- ثابت
- هماهنگ سه متر پرشی
- هماهنگ ثابت

### شنا در آب‌های آزاد
- ۵ کیلومتر
- ۱۰ کیلومتر
- ۲۵ کیلومتر

### شنا
| مسافت    | کرال پشت | کرال سینه | پروانه | آزاد | مختلط | آزاد امدادی | مختلط امدادی |
| -------- | -------- | --------- | ------ | ---- | ----- | ----------- | ------------ |
| ۵۰ متر   | ●        | ●         | ●      | ●    |       |             |              |
| ۱۰۰ متر  | ●        | ●         | ●      | ●    |       |             |              |
| ۲۰۰ متر  | ●        | ●         | ●      | ●    | ●     |             |              |
| ۴۰۰ متر  |          |           |        | ●    | ●     | ●           | ●            |
| ۸۰۰ متر  |          |           |        | ●    |       | ●           |              |
| ۱۵۰۰ متر |          |           |        | ●    |       |             |              |

### شنای موزون
- انفرادی
- دو نفره
- تیمی
- ترکیبی آزاد

### واترپلو
- مسابقات مردان
- مسابقات زنان